# Sacroileíte
A sacroileíte é uma lesão inflamatória das articulações sacroilíacas, que correspondem à ligação da parte inferior da coluna com a bacia. Tem por este nome pois nesta ligação existe a ligação articular do osso sacro da coluna vertebral e do osso ilíaco da bacia.
O médico realizará um exame físico, inclusive um teste de curvatura para frente, o que ajuda a definir a curvatura. O grau da curvatura vista no exame pode subestimar a real curva vista no raio X, logo, qualquer criança que tiver a coluna encurvada terá o raio X solicitado. O médico realizará um exame neurológico para buscar quaisquer mudanças na resistência, na sensibilidade ou nos reflexos.
Os testes para identificar a escoliose incluem:
Exame com escoliomêtro (um dispositivo que mede a curvatura da coluna vertebral)
Raios X da coluna vertebral (frontais e laterais)
Ressonância magnética (caso haja quaisquer alterações neurológicas observadas no exame ou haja algo incomum no raio X)
Sacroileíte é uma inflamação na região sacral sem formação de edema, e tem como principal sintoma dores que frequentemente se irradiam para os membros inferiores.